# RJ-085
A RJ-085 é uma rodovia do estado do Rio de Janeiro que liga o município de São João de Meriti ao município de Duque de Caxias.
É subdividida em dois trechos:

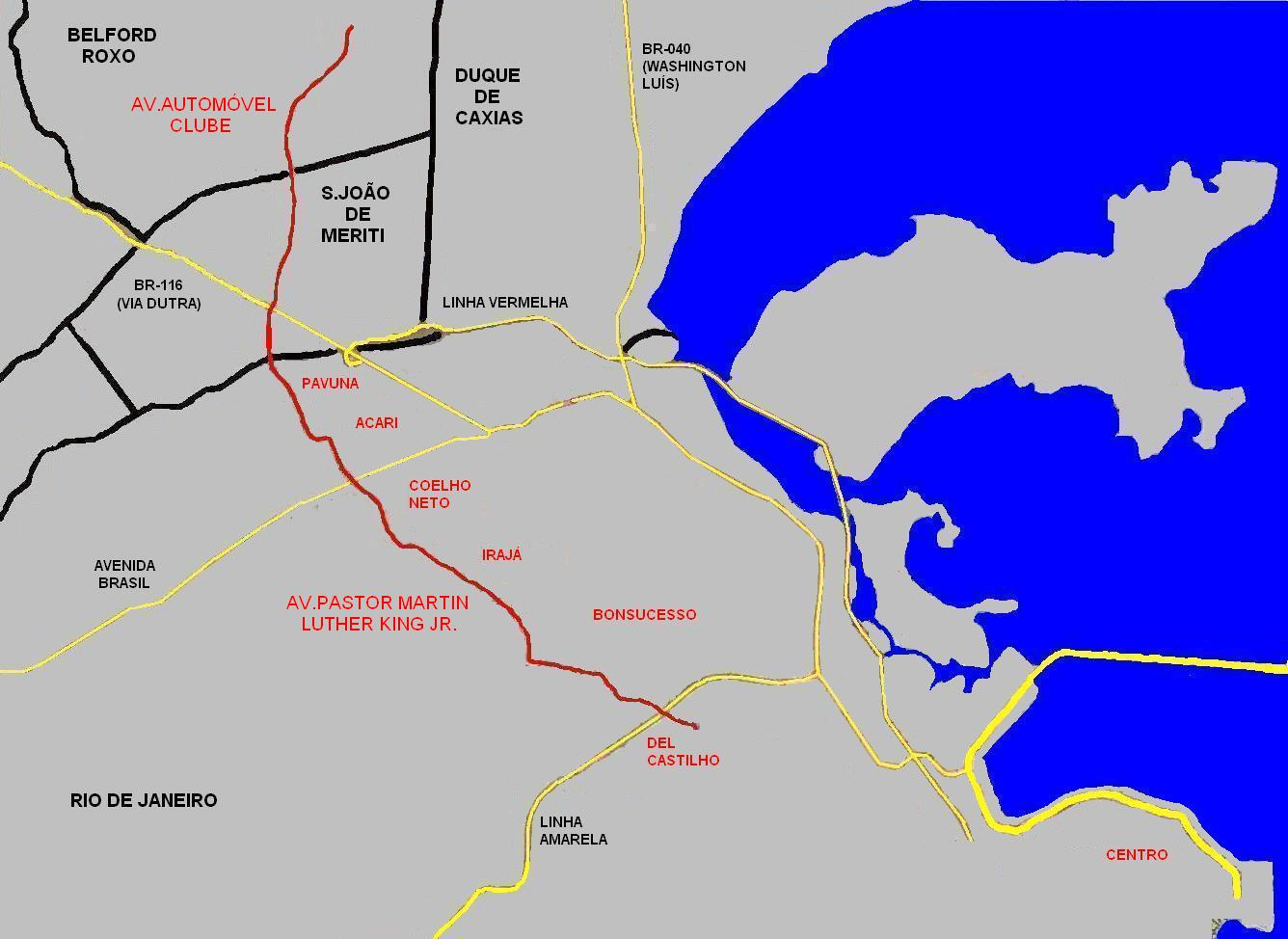
Avenida Automóvel Clube (RJ-085) e Av. Pastor Martin Luther King Jr., na cidade do Rio de Janeiro.

- Avenida Automóvel Clube - É o primeiro trecho, que tem o nome oficial de Avenida Automóvel Clube, ligando o município de São João de Meriti a um lugar conhecido como Parque São José, no acesso à RJ-105. Corta dois municípios: São João de Meriti e Belford Roxo. Nestes dois municípios, ainda conserva seu nome original, sendo na cidade do Rio de Janeiro chamada de Avenida Pastor Martin Luther King Jr. que se inicia no Shopping Nova América e vai acompanhando a Linha 2 do Metrô até o bairro da Pavuna. Também é conhecida como Linha Verde.

- Estrada Rio d'Ouro - Com 35 quilômetros de extensão, liga o município de Belford Roxo até Xerém, em Duque de Caxias. Nesta rodovia, serve de leito para diversas ruas e avenidas das áreas urbanas dos municípios de Nova Iguaçu e Duque de Caxias. Trata-se de uma rodovia com muitos trechos sem pavimentação.[1]